# Marash Kumbulla
Marash Nikolin Kumbulla (Peschiera del Garda, 8 de fevereiro de 2000) é um futebolista albanês nascido na Itália que atua como zagueiro. Atualmente defende o Mallorca, emprestado pela Roma e pela Seleção Albanesa.

## Carreira
Revelado pelo Verona, onde atuou por 10 anos na base, Kumbulla fez sua estreia profissional em agosto de 2018, na derrota por 2 a 0 para o Catania pela Copa da Itália, enquanto seu primeiro jogo pela Série B italiana foi contra o Cittadella, vencido pelo Verona por 4 a 0.
Em setembro de 2020, foi emprestado por 2 temporadas à Roma, com opção de compra antes de assinar em definitivo com os Giallorossi até 2025. Fez parte do elenco campeão da primeira edição da Liga Conferência Europa da UEFA, atuando em 9 jogos..
Em abril de 2023, rompeu o ligamento cruzado do joelho na partida contra o Milan, ficando 7 meses e meio afastado dos gramados. Recuperado, foi emprestado ao Sassuolo em fevereiro de 2024.

## Seleção Albanesa
Nascido em Peschiera del Garda, na província de Verona, Kumbulla defendeu as seleções de base da Albânia entre 2015 e 2019, ano em que fez sua estreia pelo time principal, na vitória por 4 a 0 sobre a Moldávia pelas eliminatórias da Eurocopa de 2020 (que foi disputada em 2021).

## Títulos
Roma
- Liga Conferência Europa da UEFA: 2021–22[10]